# Gubara (meteorit)
Meteorit Gubara je meteorit iz skupine hondritov. Našli so ga leta 1954 v Omanu v bližini mesta Gubara. Uvrščajo ga v skupino L hondritov, po petrološkem razvrščanju pa spada k tipu 5. Meteorit ima maso 145 kg.
Meteorit izvira iz asteroidnega pasu. Vsebuje olivin in hipersten. V osnovi je temen, opazijo pa se srebrni vključki železa.